# Прва лига Југославије у кошарци 1975/76.
Прва лига Југославије у кошарци 1975/76. је било 32. првенство СФРЈ у кошарци. Титулу је освојио Партизан.

## Табела
|     | Тим                 | Игр. | Поб. | Нер. | П+   | П-   | Бод |
| --- | ------------------- | ---- | ---- | ---- | ---- | ---- | --- |
| 1.  | Партизан            | 26   | 22   | 4    | 2435 | 2255 | 44  |
| 2.  | Југопластика        | 26   | 20   | 6    | 2456 | 2189 | 40  |
| 3.  | Босна               | 26   | 18   | 8    | 2502 | 2291 | 36  |
| 4.  | Беко Београд        | 26   | 16   | 10   | 2462 | 2191 | 32  |
| 5.  | Црвена звезда       | 26   | 13   | 13   | 2272 | 2191 | 26  |
| 6.  | Раднички Београд    | 26   | 11   | 15   | 2214 | 2324 | 22  |
| 7.  | Локомотива Загреб   | 26   | 11   | 15   | 2428 | 2354 | 22  |
| 8.  | Задар               | 26   | 11   | 15   | 2218 | 2273 | 22  |
| 9.  | Работнички          | 26   | 11   | 15   | 2231 | 2315 | 22  |
| 10. | Олимпија Љубљана    | 26   | 11   | 15   | 2390 | 2405 | 22  |
| 11. | Металац Ваљево      | 26   | 10   | 16   | 2045 | 2176 | 20  |
| 12. | Индустромонтажа     | 26   | 9    | 17   | 2117 | 2300 | 18  |
| 13. | Жељезничар Сарајево | 26   | 9    | 17   | 2230 | 2379 | 18  |
| 14. | Борац Чачак         | 26   | 9    | 17   | 2115 | 2350 | 18  |

## Састав шампиона
| Екипа    | Играчи | Тренер            |
| -------- | --- | ----------------- |
| Партизан | Драган Тодорић, Драган Кићановић, Душан Керкез, Горан Латифић, Драган Ђукић, Душан Павловић, Јосип Фарчић, Миодраг Марић, Бранимир Поповић, Борис Беравс, Војислав Вишекруна, Дражен Далипагић, Миленко Бабић, Драган Милутиновић, Раденко Орловић, Зоран Копривица | Борислав Ћорковић |